# فيضانات اليمن 2020
فيضانات اليمن 2020 هي كارثة إنسانية نتجت عن هطول أمطار غزيرة شكلت سيولا جارفة أودت بحياة 172 شخصا على الأقل وتشريد 517,909 شخصاً بحسب تقرير شالتر كلاستر، كما ألحقت أضرارًا بالمنازل ومواقع التراث العالمي المدرجة في قائمة اليونسكو في جميع أنحاء البلاد بحسب تصريح المسؤولين.
قال مسؤول حكومي إنه في محافظة مأرب التي تسيطر عليها الحكومة بشكل أساسي شرقي العاصمة صنعاء، قتل 19 طفلاً من بين 30 شخصًا جراء الفيضانات.
وضربت السيول محافظة الحديدة التي تقع غربي البلاد. مع 13 حالة وفاة وتدمير أكثر من 35 منزلاً.
بحلول 7 أغسطس، أفادت وزارة الصحة العامة والسكان في صنعاء بمقتل 131 شخصًا وإصابة 125 آخرين في جميع أنحاء المحافظات الشمالية، وتدمير 106 منزل ومنشأة خاصة وعامة وتضرر 156.